# Pokal evropskih prvakov 1964-65
Pokal evropskih prvakov 1964-65 je bila osma sezona evropskega klubskega košarkarskega tekmovanja danes znanega kot Evroliga.

## Prvi predkrog
| Prvo moštvo               | Skup. Rez. | Drugo moštvo        | 1. tekma | 2. tekma |
| ------------------------- | ---------- | ------------------- | -------- | -------- |
| Íþróttafélag Reykjavíkur  | 134 - 64   | Celtic Belfast      | 71-17    | 63-47    |
| London University         | 106 - 165  | ASVEL Villeurbanne  | 66-74    | 40-91    |
| Alemannia Aachen          | 117 - 153  | Budapest Honvéd     | 51-70    | 66-83    |
| Asfa Rabat                | 134 - 211  | Ignis Varese        | 76-99    | 58-112   |
| Etzella Ettelbruck        | 104 - 179  | Antwerp BC          | 52-80    | 52-99    |
| Maccabi Tel Aviv          | 127 - 131  | AEK Athens          | 74-67    | 53-64    |
| Alvik Stockholm           | 155 - 149  | Wolves Amsterdam    | 82-84    | 73-65    |
| Handelsministerium Vienna | 135 - 135* | Chemie Halle        | 76-63    | 59-72    |
| Galatasaray Istanbul      | 126 - 161  | Lokomotiv Sofia     | 53-70    | 73-91    |
| Kisa-Toverit Helsinki     | 205 - 115  | Gladsaxe Copenhagen | 127-53   | 78-62    |

- *Po izenačenost po prvih dveh tekmah, je Chemie Halle odločilno tretjo tekmo zmagal z 59-63.

## Prvi krog
| Prvo moštvo              | Skup. Rez. | Drugo moštvo       | 1. tekma | 2. tekma |
| ------------------------ | ---------- | ------------------ | -------- | -------- |
| Budapest Honvéd          | 140 - 141  | Ignis Varese       | 84-74    | 56-67    |
| Íþróttafélag Reykjavíkur | 61 - 158   | ASVEL Villeurbanne | 42-74    | 19-84    |
| Antwerp BC               | 141 - 157  | AEK Athens         | 71-72    | 70-85    |
| Alvik Stockholm          | 147 - 291  | OKK Beograd        | 90-136   | 57-155   |
| Chemie Halle             | 142 - 155  | Spartak Brno       | 76-82    | 66-73    |
| Lokomotiv Sofia          | 133 - 143  | Wisla Krakow       | 79-61    | 54-82    |
| Kisa-Toverit Helsinki    | 151 - 206  | Real Madrid        | 100-109  | 51-97    |

## Četrtfinale
| Prvo moštvo        | Skup. Rez. | Drugo moštvo | 1. tekma | 2. tekma |
| ------------------ | ---------- | ------------ | -------- | -------- |
| ASVEL Villeurbanne | 130 - 167  | Real Madrid  | 65-83    | 65-84    |
| AEK Athens         | 169 - 179  | OKK Beograd  | 85-78    | 84-101   |
| Ignis Varese       | 157 - 156  | Spartak Brno | 90-84    | 67-72    |
| Wisla Krakow       | 122 - 162  | CSKA Moscow  | 62-68    | 60-94    |

## Polfinale
| Prvo moštvo  | Skup. Rez. | Drugo moštvo | 1. tekma | 2. tekma |
| ------------ | ---------- | ------------ | -------- | -------- |
| Real Madrid  | 180 - 174  | OKK Beograd  | 84-61    | 96-113   |
| Ignis Varese | 124 - 127  | CSKA Moscow  | 57-58    | 67-69    |

## Finale
april 1965
| Prvo moštvo | Skup. Rez. | Drugo moštvo | 1. tekma | 2. tekma |
| ----------- | ---------- | ------------ | -------- | -------- |
| CSKA Moscow | 150 - 157  | Real Madrid  | 88-81    | 62-76    |